# 2011年MTV日本音樂錄影帶大獎
2011年MTV日本音樂錄影帶大獎在2011年6月25日於日本千葉市幕張展覽館舉行。 本屆是MTV Japan為2011年日本東北地方太平洋近海地震所舉辦的一系列希望活動的高潮。 本屆也是MTV日本音樂錄影帶大獎十周年。
5月1日，主辦單位在國立代代木競技場舉行演唱會進行宣傳。表演人包括西野加奈與MBLAQ。 此外MTV Japan將從每票捐贈10元給日本紅十字會。
女神卡卡擔任開場，演唱《The Edge Of Glory》與《Born This Way》兩首歌曲。
女神卡卡為本屆最大贏家，拿下《年度最佳音樂錄影帶》等三座獎項。

## 獎項

### 年度最佳音樂錄影帶
- 安室奈美惠 —《Break It》
- 凱蒂·佩芮 featuring 史努比狗狗 —《California Gurls》
- 女神卡卡 —《Born This Way》
- 少女時代 —《Genie》
- 宇多田光 —《Goodbye Happiness》

### 年度最佳專輯
- 阿姆 —《好的很》（Recovery）
- 加藤ミリヤ —《Heaven》
- 聯合公園 —《烈日千陽》
- 西野加奈 —《愛的次世代》（To Love）
- YUI —《Holidays in the Sun》

### 最佳男藝人音樂錄影帶
- 火星人布魯諾 —《Just the Way You Are》
- 肯伊·威斯特 featuring Pusha T —《Runaway》
- 齊藤和義 —《ずっと好きだった》
- 清水翔太 —《You & I》

### 最佳女藝人音樂錄影帶
- 加藤ミリヤ —《X.O.X.O.》
- 女神卡卡 —《Born This Way》
- 蕾哈娜 —《Only Girl (In the World)》
- 泰勒絲 —《Mine》
- YUI —《Rain》

### 最佳團體音樂錄影帶
- 黑眼豆豆 —《The Time (Dirty Bit)》
- 生物股長 —《ありがとう》
- 聯合公園 —《The Catalyst》
- 少女時代 —《Genie》
- W-inds —《Let's Get It On》

### 最佳新人
- 巴比瑞 featuring 火星人布魯諾 —《Nothin' on You》
- 小賈斯汀 featuring 路達克里斯 —《Baby》
- ナオト・インティライミ —《タカラモノ～この声がなくなるまで～》
- 三代目 J Soul Brothers —《On Your Mark～ヒカリのキセキ～》
- 神聖かまってちゃん —《美ちなる方へ》

### 最佳搖滾音樂錄影帶
- 聯合公園 —《The Catalyst》
- ONE OK ROCK —《じぶんROCK》
- RADWIMPS —《Dada》
- 東京飯店 —《Dark Side of the Sun》
- 吸血鬼週末 —《Cousins》

### 最佳流行音樂錄影帶
- 生物股長 —《感謝》
- JUJU —《この夜を止めてよ》
- 凱蒂·佩芮 featuring 史努比狗狗 —《California Gurls》
- 西野加奈 —《君って》
- 泰勒絲 —《Mine》

### 最佳節奏藍調音樂錄影帶
- AI —《眠れない街》
- 加藤ミリヤ —《X.O.X.O.》
- 尼歐 —《Champagne Life》
- 蕾哈娜 —《Only Girl (In the World)》
- 亞瑟小子 featuring will.i.am —《OMG》

### 最佳嘻哈音樂錄影帶
- AK-69 —《Public Enemy》
- 阿姆 —《Not Afraid》
- 東方聯盟 featuring Cataracs（英语：Cataracs） 與 Dev —《Like a G6》
- 肯伊·威斯特 —《Power》
- Seeda —《This Is How We Do It》

### 最佳雷鬼音樂錄影帶
- Fire Ball —《Dreamer》
- Han-Kun —《Touch The Sky》
- 艾耶茲 —《Replay》
- 納斯與戴米恩·馬利（Damian Marley）—《As We Enter》
- Ryo the Skywalker —《太陽になりたいよ》

### 最佳舞曲音樂錄影帶
- Dorian —《Morning Calling》
- 女神卡卡 —《Born This Way》
- 馬克·朗森（Mark Ronson & The Business Intl.） featuring Q-Tip 與 MNDR（英语：MNDR） —《Bang Bang Bang》
- The Backwoods —《Flying Bugz》
- 地底世界樂團（Underworld） —《Always Loved a Film》

### 最佳電影音樂錄影帶
- 亞細亞功夫世代 —《Solanin》—《樂與路》
- 艾薇兒 —《Alice》—《魔境夢遊》
- 傻瓜龐克—《Derezzed》—《創：光速戰記》
- Flumpool —《君に届け》—《只想告訴你》
- 小賈斯汀 featuring 傑登·史密斯—《Never Say Never》—《功夫夢》

### 最佳合唱音樂錄影帶
- AI featuring 安室奈美惠 —《Fake》
- BRAHMAN/EGO-WRAPPIN' —《We Are Here》
- 阿姆 featuring 蕾哈娜 —《Love the Way You Lie》
- 凱蒂·佩芮 featuring 史努比狗狗 —《California Gurls》
- 妮琪·米娜 featuring will.i.am —《Check It Out》

### 最佳卡拉OK歌曲
- 艾薇兒 —《Alice》
- 生物股長 —《感謝》
- 小賈斯汀 featuring 路達克里斯 —《Baby》
- 西野加奈 —《君って》
- 少女時代 —《Genie》

## 表演嘉賓
- 女神卡卡 —《The Edge Of Glory》/《Born This Way》[5]
- AKB48 —《Beginner》/《Everyday、髮箍》/《無限重播》
- 少女時代 —《The Great Escape》/《MR. TAXI》
- SHINee —《Replay -君は僕のeverything-》
- 猴子把戲—《魔法の言葉》
- 瑪琳娜·藍布里尼·戴曼迪斯 —《Girls》
- 安室奈美惠 featuring AI 與 土屋安娜 —《Wonder Women》
- 西野加奈 —《Esperanza》/《君って》
- 東京飯店 —《Dark Side of the Sun》/《Monsoon》
- 放浪兄弟 —《Victory》/《I Wish For You》

## 頒獎嘉賓
- AI
- AKB-69
- 青山黛瑪
- Beni
- 松下優也
- MiChi
- Naoto Inti Raymi
- The Shibuhara Girls（英语：Shibuhara Girls）
- 土屋安娜
- Verbal
- W-inds

## 外部連結
- MTV日本音樂錄影帶大獎官方網站